# Acide humique

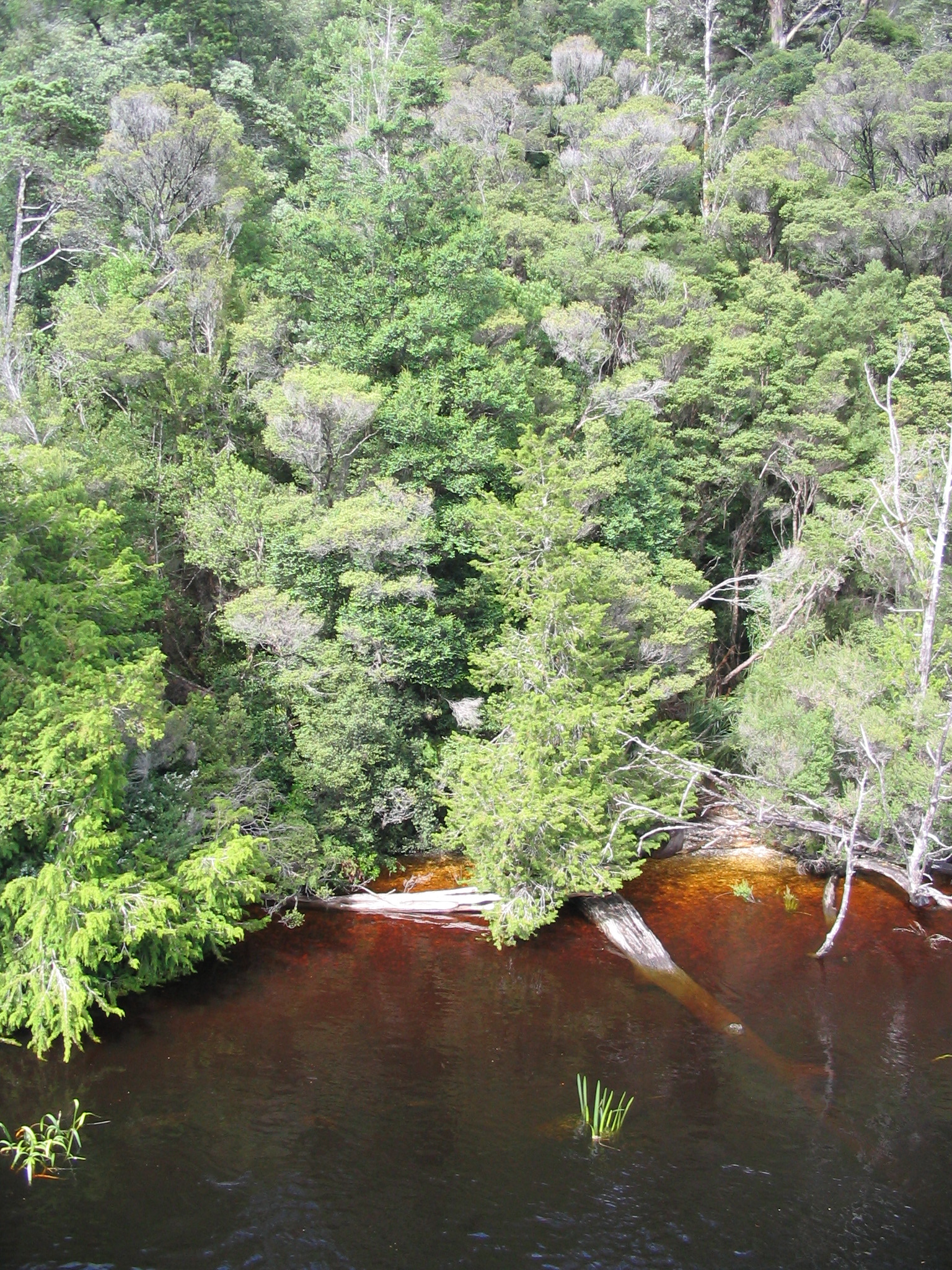
Les eaux acides et oligotrophes ont souvent une teinte « thé », notamment due aux acides humiques et tanins lessivés des sols forestiers et de la matière organique submergée (tourbe, bois morts), ici dans l'Ouest de la Tasmanie.

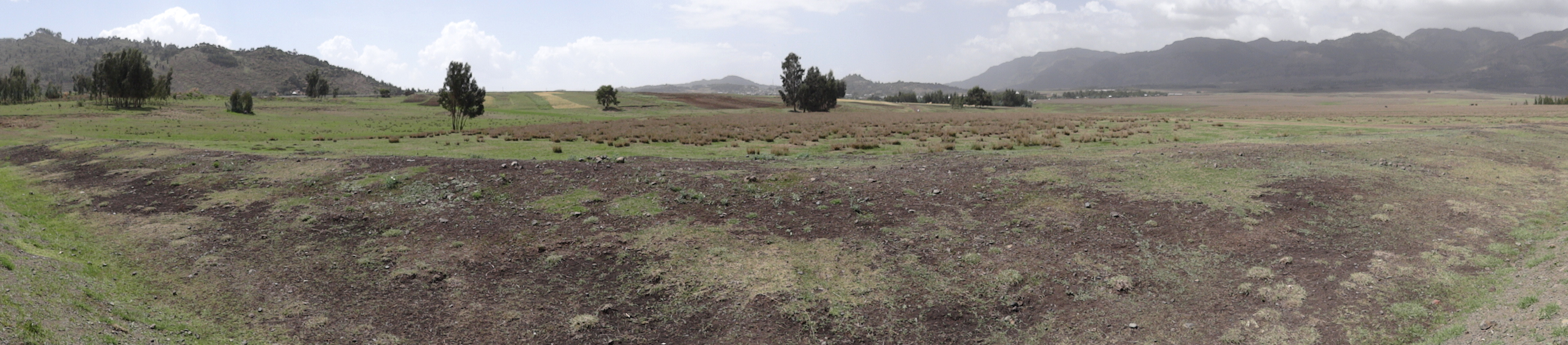
L'altération des roches volcaniques produit des allophanes (silicates d'aluminium hydratés mal cristallisés) qui se lient aux tanins et aux acides humiques en un complexe très stable qui donne la couleur noire aux sols volcaniques, attribuée à tort aux basaltes qui ont été totalement altérés en allophanes.

Exemple de structure d'un acide humique, composé d'un noyau très aromatique (avec des groupes fonctionnels quinone, phénol, catéchol, acide carboxylique) sur lequel sont fixés des sucres, des peptides.

Les acides humiques constituent une des fractions les plus importantes de l'humus.
Ils sont peu mobiles, mais sont capables de se lier plus ou moins fortement selon leur type avec d'autres corps présents dans le sol et en particulier avec l'argile. Dans ce cas, on parle d'acides humiques gris ; le complexe formé avec l'argile ou complexe argilo-humique est très stable. Grâce à leurs groupes fonctionnels hydrophiles de type acide carboxylique, ils peuvent retenir environ quinze fois leur poids d'eau et jouent ainsi un rôle primordial dans la rétention en eau et la réserve utile en eau d'un sol.
Il existe également des acides humiques bruns qui constituent des composés relativement peu stables.
Les acides humiques sont des polymères à haut poids moléculaire, chargés négativement, de couleur noire à brun foncé, résultant d'un processus de condensation oxydative des composés phénoliques (tanins) et liés à des acides aminés, des peptides et des polysaccharides. Ils sont riches en carbone mais moins riches en oxygène.

## Les humines
Les humines ressemblent beaucoup aux acides humiques. Elles n'en diffèrent que par le fait qu'elles sont insolubles et se trouvent en association très étroite avec les matériaux inorganiques. Elles sont obtenues à la suite de la minéralisation secondaire de la matière organique humifiée.

Les humines correspondent à la partie non-extractible de cette fraction humifiée.
La structure des acides fulviques, des acides humiques et des humines est analogue. Elle présente des noyaux aromatiques reliés par des chaînes aliphatiques et des groupements fonctionnels à caractère acide. Sous certaines conditions, il y a polymérisation progressive des noyaux et diminution de l'importance des chaînes aliphatiques et des groupements fonctionnels, ce qui permet d'affirmer que l'évolution des substances humiques peut être représentée par ce schéma : 
acides fulviques → acides humiques → humines.

## Domaine de recherche
Les substances humiques (humine, acides fulviques et humiques) sont extrêmement complexes et leur nature reste encore discutée. Pour certains chercheurs, ces substances « ne seraient pas des macromolécules mais des associations de molécules petites, pas nécessairement très hétérogènes, fortement liées par des forces résultant de leur structure. L'idée a été lancée par l'américain Robert L. Wershaw dès 1986. Pour lui, l'humus est une collection de fragments oxydés de polymères végétaux. Ces fragments sont obtenus par dépolymérisation enzymatique des lignines et tanins. Ils présentent des noyaux aromatiques (partie hydrophobe) et des groupes fonctionnels (partie hydrophile, de nature le plus souvent alcoolique et carboxylique avec le groupe acide –COOH). Ils s'agrègent entre eux par l'extrémité hydrophobe ou s'alignent pour constituer une sorte de paroi dissymétrique ou encore se collent par leur extrémité hydrophobe sur les éléments minéraux. »